# شفان برور
شفان برور (بالكردية:Şivan Perwer) شاعر، كاتب وعازف كُردي ولد في 23 سبتمبر 1955 في قرية سويرك القريبة من مدينة أورفة في كُردستان الشمالية ويعتبر من أحد أشهر رواد الأغاني الكردية وحاصل على العديد من درجات الدكتوراة الفخرية في الموسيقى. أُجبر شفان على الفرار من تركيا عام 1976 بسبب أغانيه الوطنية وعاش في المنفى 37 سنة إلى أن عاد إلى ديار بكر في 16 نوفمبر 2013.

## السيرة الذاتية
كان AeVaN BKo جده عازف ناي كبير في القرية، ومغني ذا صوت عذب يغني في الأعياد والكثيرون كانوا يجتمعون حوله لسماعه، بينما كان والده مزارعاً بسيطاً متدينا ولم يكن يرغب في ذهاب إبنه شڤان للمدرسة كي يساعده في أمور الزراعة. إلا أن شڤان خُلق مع حنجرة ذهبية ومنذ طفولته كان يغني بصوته العذب.وكإحدى ذكريات طفولته يقول إن الناس كان يطلبون منه الغناء قائلين: «شفان رجاءً غني لنا سوف نعطيك السكاكر والحلويات.....». وفي هذا الجو من التشجيع أنهى المرحلة الابتدائية من تعليمه بتفوق. وعندما بلغ الثالثة عشرة من عمره انتقل إلى مدينة أورفا ليكمل تعليمه وهناك بدء في العمل ليعيل نفسه في إحدى المطاعم حينها وفي إحدى المصانع أحيانا أخرى. وقد سُئِل في إحدى المرات لما لم تختر العمل في الزراعة والبقاء في القرية، فاجاب: «أريد لأغنياتي أن تحمل رسالة، عن شعبي وحقيقتهم ووضعهم ومعاناتهم ومأساتهم الاجتماعية، أريد أن أعطي الموسيقى الكردية وجها وهوية».
انتقل إلى أنقرة ليكمل تعليمه الجامعي في دراسة علم الرياضيات والجيولوجيا. بالرغم من أنه لم يدرس علم الموسيقى إلا إنه أتقن آلة الطنبور. وفي عام 1970 غنى أولى حفلاته التي حضرها 30000 شخص ليقابلو شفان برور بموسيقاه الحية وكان الجنود الأتراك قد أحاطوا الحفلة ومصابين بالذهول لكثرة الحشود. وأٌصدرت حينها الأوامر باعتقاله.
لسنوات عديدة، مُنعت أغانيه في العراق، سوريا وتركيا لأنها باللغة الكوردية ولأنها تحكي عن القمع الذي يتعرض له الشعب الكردي في الشرق الأوسط. شرائط أغانيه كانت تنتقل سرا من يد ليد على الرغم من خطر التعرض للسجن أو الموت، وكان يتم تهريب الشرائط المحلية الصنع عبر الحدود. ذاعت شهرة شڤان خلال فترة الاحتجاجات الكردية ضد النظام العراقي في جامعة أنقرة عام 1972. هرب من تركيا تجنبا للاعتقال واستقر في ألمانيا عام 1976. هناك، سجل شڤان أول ألبوم رسمي له من الأغاني الكردية التقليدية. في عام 1991، ظهر شڤان في حفل مساعدات خيرية للاجئين الكرد بعنوان «الحقيقة البسيطة» حيث أدى إلى جانب ويتني هيوستن، بيتر غابرييل، ستينغ، بول سايمون، توم جونز، جيبسي كينغز بالإضافة إلى العديد من الفنانين العالميين. ذهبت عائدات الحفلة لمساعدة اللاجئين في كردستان العراق الفارين من حرب الخليج، وكان يعتبر واحدا من أهم الجهود الإنسانية للمنطقة. في عام 2004، أنشئ شڤان مجمع شڤان برور الثقافي الدولي في فرانكفورت، ألمانيا. تتنوع إنتاجات شڤان ما بين الألبومات، أشرطة الفيديو والوثائقيات. كما إنه ألف العديد من الكتب والمنشورات أيضا. تلقى شڤان العديد من شهادات الدكتوراة الفخرية وجوائز موسيقية عالمية. قام بتلحين وغناء العديد من القصائد الشعرية للشاعر الكوردي للراحل جكرخوين المعروف بأشعاره حول نضال وكفاح الكرد، وكذلك عن تاريخ الكرد وثقافتهم. ذات مرة، أشار جكرخوين لشڤان برور بـ«صوت شعره». تعتبر الأغاني الكردية من قبل البعض واحدا من العناصر الأساسية في الحفاظ على الثقافة والتاريخ الكردي.

### الحياة الشخصية
اضطر لمغادرة البلاد عام 1976 وقدم لجوئه إلى السويد كسياسي وحصل على جنسيتها. لكنه استقر فيما بعد في ألمانيا وتزوج هناك من زوجته السابقة الفنانة كوليستان وأنجبا ولداً اسمه سرخوبون مواليد عام 1983.

## روابط خارجية
- شفان برور على موقع IMDb (الإنجليزية)
- شفان برور على موقع ميوزك برينز (الإنجليزية)
- شفان برور على موقع ديسكوغز (الإنجليزية)